# Macrocephenchelyidae
Macrocephenchelyidae é uma família de peixes actinopterígeos pertencentes à ordem Anguilliformes, subordem Congroidei.